# Pareurystomina typica
Pareurystomina typica är en rundmaskart. Pareurystomina typica ingår i släktet Pareurystomina, och familjen Enchelidiidae. Arten är reproducerande i Sverige.